# Floyd Council
Floyd Council (Chapel Hill, 2 de setembro de 1911 – Chapel Hill, 9 de maio de 1976) foi um músico de blues norte-americano. 

## Vida
Nasceu em Chapel Hill, Carolina do Norte filho de Harrie e Lizzie Council, e começou a sua carreira musical nas ruas de Chapel Hill nos anos 1920 com os seus dois irmãos, Leo and Thomas. Segundo uma entrevista de 1969, Floyd teria gravado 27 músicas ao longo da sua carreira, sete delas acompanhando Blind Boy Fuller. Nos anos 1960, Floyd sofreu um derrame cerebral que lhe paralisou parcialmente os músculos da garganta e diminuiu a actividade motora, continuando no entanto, bastante lúcido. Mudou-se entretanto para Sanford, North Carolina onde morreu de um ataque de coração em 1976.

## Discografia
Não existe nenhuma gravação do trabalho de Floyd Council; no entanto o CD "Carolina Blues" apresenta seis músicas gravadas por ele. A série "Complete Recorded Works" de Blind Boy Fuller contém muitas faixas em que Floyd tocou guitarra.

## ½ Pink Floyd
Syd Barrett formou uma banda nos anos 1960 chamada Pink Floyd, alegadamente, usando os primeiros nomes de Pink Anderson e Floyd Council.